# Cool Vibes
Cool Vibes ist ein Lied der estnischen Pop-Rock-Girlgroup Vanilla Ninja aus dem Jahr 2005, mit dem sie die Schweiz beim Eurovision Song Contest 2005 vertrat.

## Entstehung und Veröffentlichung
Geschrieben wurde das Lied gemeinsam von David Brandes, Bernd Meinunger und Jane Tempest. Dabei war Meinunger, unter seinem Pseudonym John O’Flynn, für den Text verantwortlich, während Brandes und Tempest die Musik komponierten. Brandes zeichnete zudem auch für die Produktion zuständig.
Die Erstveröffentlichung von Cool Vibes erfolgte am 14. März 2005 bei Bros Music, als Teil des dritten Vanilla-Ninja-Studioalbums Blue Tattoo (Katalognummer: 519762 2). Am 30. Mai 2005 erschien das Lied als dritte Singleauskopplung aus dem Album. Diese erschien als CD-Maxi-Single mit vier verschiedenen Versionen des Stücks (Katalognummer: 82876 70598 2).

## Eurovision Song Contest 2005
Mit Cool Vibes vertrat Vanilla Ninja, deren Produzent David Brandes in der Schweiz geboren wurde, die Schweiz beim Eurovision Song Contest 2005. Mit der Startnummer 22 konnte die aus Estland stammende Band insgesamt 128 Punkte erhalten. Zwei Mal bekamen Vanilla Ninja die Höchstpunktezahl, nämlich von ihrem Heimatland Estland sowie von Lettland. Sie belegten den achten Platz.
Punktevergabe
| Anzahl | Punkte | Land |
| ------ | ------ | --- |
| 2×     | 12     | Estland, Lettland |
| 2×     | 10     | Belarus, Finnland |
| 2×     | 8      | Litauen, Monaco |
| 2×     | 7      | Island, Russland |
| 2×     | 6      | Slowenien, Polen |
| 2×     | 5      | Schweden, Ukraine |
| 3×     | 4      | Portugal, Republik Zypern, Deutschland |
| 5×     | 3      | Irland, Ungarn, Norwegen, Kroatien, Griechenland |
| 1×     | 2      | Israel |
| 3×     | 1      | Andorra, Malta, Dänemark |
| 14×    | 0      | Österreich, Niederlande, Belgien, Bulgarien, Vereinigtes Königreich, Rumänien, Türkei, Moldawien, Albanien, Spanien, Serbien und Montenegro, Mazedonien, Bosnien und Herzegowina, Frankreich |

## Chartplatzierungen
| ChartsChartplatzierungen | Höchstplatzierung | Wochen |
| ------------------------ | ----------------- | ------ |
| Deutschland (GfK)        | 42 (9 Wo.)        | 9      |
| Österreich (Ö3)          | 58 (6 Wo.)        | 6      |
| Schweiz (IFPI)           | 17 (9 Wo.)        | 9      |